# 지포스 500 시리즈

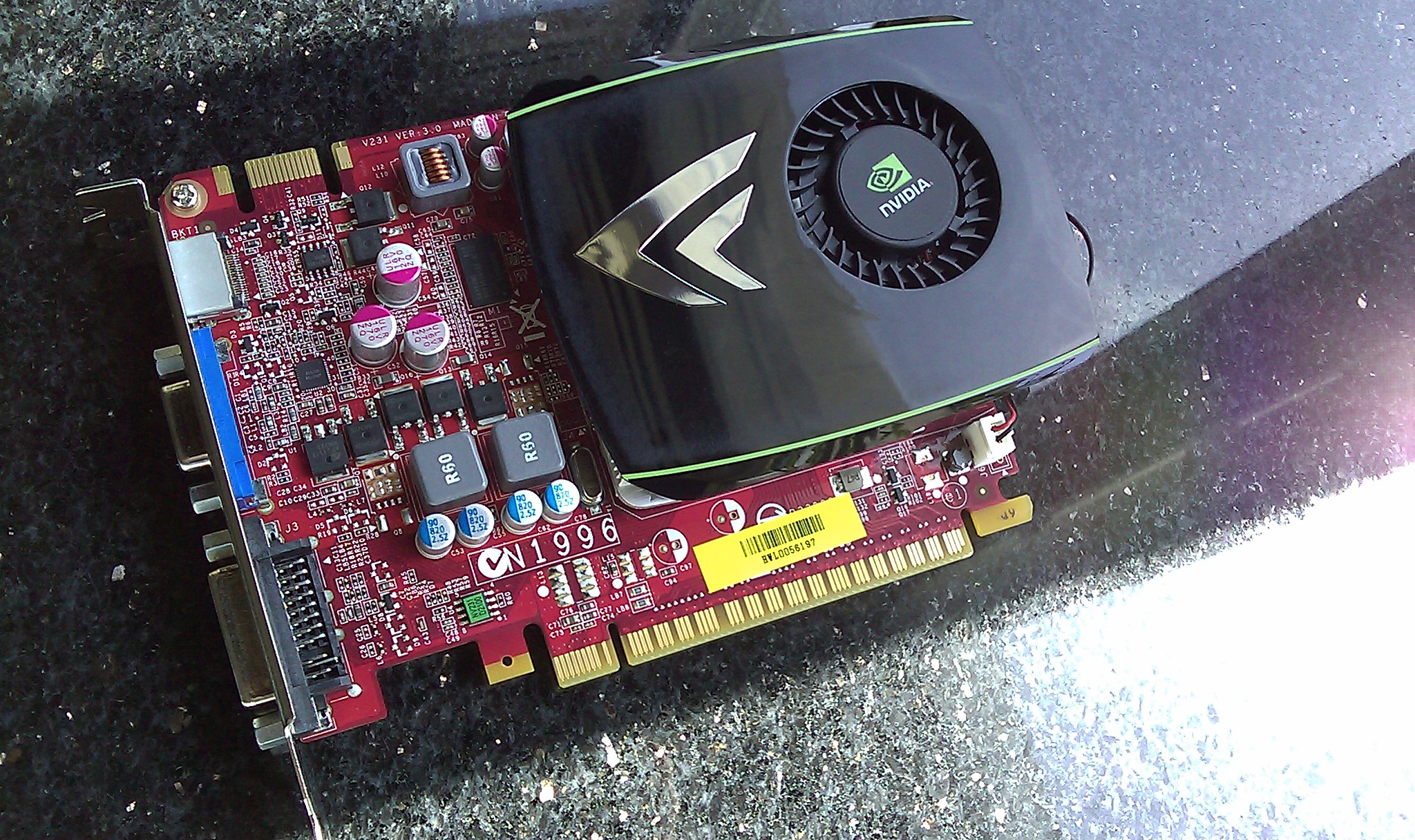
지포스 GT 545 DDR3

지포스 500 시리즈(GeForce 500 Series)는 엔비디아가 페르미 기반의 지포스 400 시리즈를 개선하여 개발한 그래픽 처리 장치 시리즈이다. 2010년 11월 9일 지포스 GTX 580이 처음 출시되었다.
직접적인 경쟁 제품은 AMD의 라데온 HD 6000 시리즈였으며, 약 한 달 간격으로 출시되었다.

## 개요
엔비디아 지포스 500 시리즈 그래픽 카드는 지포스 400 시리즈 그래픽 카드에서 성능 및 전원 관리 측면이 크게 수정된 버전이다. 엔비디아 지포스 400 시리즈 그래픽 카드와 마찬가지로, 엔비디아 지포스 500 시리즈는 Direct3D 12.0 (피처 레벨 11.0), OpenGL 4.6 및 OpenCL 1.1을 지원한다.
개선된 페르미 칩은 512개의 스트림 프로세서를 포함하며, 16개의 스트림 멀티프로세서 클러스터(각각 32개의 CUDA 코어 포함)로 그룹화되어 있으며, TSMC에서 40 nm 공정으로 제조된다.
엔비디아 지포스 GTX 580 그래픽 카드는 개선된 페르미 아키텍처를 기반으로 완전히 활성화된 칩을 사용한 엔비디아 지포스 500 시리즈의 첫 제품으로, 16개의 스트림 멀티프로세서 클러스터와 6개의 64비트 메모리 컨트롤러가 모두 활성화되어 있다. 새로운 GF110 GPU는 풀 스피드 FP16 필터링(이전 세대 GF100 GPU는 하프 스피드 FP16 필터링만 가능했음) 및 개선된 z-culling 유닛으로 향상되었다.
2011년 1월 25일, 엔비디아는 가격/성능 비율이 중요하게 여겨지는 "스위트 스팟" 시장을 겨냥하여 지포스 GTX 560 Ti를 출시했다. GTX 460보다 30% 이상 향상된 성능과 라데온 HD 6870과 6950 1GB 사이의 성능을 보여준 GTX 560 Ti는 지포스 GTX 470을 직접적으로 대체했다.
2011년 2월 17일, 지포스 GTX 550 Ti가 2011년 3월 15일에 출시될 것이라고 보도되었다. GTX 550 Ti는 GF116 메인스트림 칩이지만, 엔비디아는 새로운 카드에 GTS 550이 아닌 GTX 550 Ti라는 이름을 붙이기로 결정했다. 성능은 기존 라데온 HD 5770과 최소한 동등하거나 최대 12% 더 빠른 것으로 나타났다. 가격 면에서 이 새로운 카드는 지포스 GTX 460 (768 MB) 및 라데온 HD 6790이 차지하는 범위에 진입했다.
2011년 3월 24일, GTX 590이 엔비디아의 플래그십 그래픽 카드로 출시되었다. GTX 590은 과거 GTX 295와 유사한 듀얼 GPU 카드이며, 엔비디아의 엔비디아 3D 비전 기술을 단독으로 처리할 수 있는 잠재력을 자랑했다.
2011년 4월 13일, GT 520이 라인업의 최하위 카드로 출시되었는데, 이전 두 세대의 동급 카드인 GT 220 및 GT 420보다 성능이 낮았다. 그러나 DirectX 11을 지원했으며, 지포스 210, 지포스 310 및 인텔 CPU의 통합 그래픽 옵션보다 더 강력했다.
2011년 5월 17일, 엔비디아는 200달러대에서 엔비디아의 가격 대비 성능을 강화하기 위해 지포스 GTX 560의 저렴한 (비 Ti) 버전을 출시했다. 이 비디오 카드는 앞서 출시된 더 빠른 GTX 560 Ti와 마찬가지로 지포스 GTX 460보다 빨랐다. 이 카드의 표준 버전은 AMD 라데온 HD 6870과 비슷한 성능을 보였고, 결국 지포스 GTX 460을 대체하게 되었다. 이 카드의 프리미엄 버전은 더 빠른 속도(공장 오버클럭)로 작동하며, 라데온 6870보다 약간 빠르며, 라데온 HD 6950 및 지포스 GTX 560 Ti의 기본 버전 성능에 근접했다.
2011년 11월 28일, 엔비디아는 "GTX 560 Ti 448 코어"를 출시했다. 그러나 이 카드는 GTX 560 시리즈의 실리콘을 사용하지 않는다. 두 개의 셰이더 블록이 비활성화된 GF110 칩이다. 560 시리즈 중 가장 강력한 버전인 이 카드는 "제한 생산" 카드로 널리 알려졌으며, 2011년 연말 시즌에 GTX 560 브랜드의 인기를 활용한 마케팅 도구로 사용되었다. 이 카드의 성능은 일반 560 Ti와 570 사이에 위치한다.

## 제품

### 지포스 500 (5xx) 시리즈
- 1 통합 셰이더: 텍스처 매핑 유닛: 렌더 출력 장치
- 2 GF110 아키텍처 GPU의 각 스트리밍 멀티프로세서(SM)는 32개의 SP와 4개의 SFU를 포함한다. GF114/116/118 아키텍처 GPU의 각 스트리밍 멀티프로세서(SM)는 48개의 SP와 8개의 SFU를 포함한다. 각 SP는 클럭당 최대 2개의 단정밀도 FMA 연산을 수행할 수 있다. 각 SFU는 클럭당 최대 4개의 SF 연산을 수행할 수 있다. FMA 연산 대 SF 연산의 대략적인 비율은 4:1과 같다. 셰이더 수 [n] 및 셰이더 주파수 [f, GHz]를 가진 그래픽 카드의 단정밀도 부동 소수점 연산(FMA) [FLOPSsp, GFLOPS]의 이론적 셰이더 성능은 다음과 같이 추정된다: FLOPSsp ˜ f × n × 2. 대안 공식: FLOPS sp ˜ f × m × (32 SPs × 2(FMA)). [m] – SM 수. 총 처리 능력: FLOPSsp ˜ f × m × (32 SPs × 2(FMA) + 4 × 4 SFUs) 또는 FLOPSsp ˜ f × n × 2.5.
- 3 GF110의 각 SM은 각 텍스처 주소 유닛당 4개의 텍스처 필터링 유닛을 포함한다. 완전한 GF110 다이는 64개의 텍스처 주소 유닛과 256개의 텍스처 필터링 유닛을 포함한다.[5] GF114/116/118 아키텍처의 각 SM은 각 텍스처 주소 유닛당 8개의 텍스처 필터링 유닛을 포함하지만, 주소 지정 및 필터링 유닛을 모두 두 배로 늘렸다.

모든 제품은 40 나노미터 공정으로 생산된다.
모든 제품은 DirectX 12.0, OpenGL 4.6 및 OpenCL 1.1을 지원한다.

### 지포스 500M (5xxM) 시리즈
노트북 아키텍처용 지포스 500M 시리즈.
- 1 통합 셰이더: 텍스처 매핑 유닛: 렌더 출력 장치

| 모델            | 출시            | 암호명      | 제조 (nm) | 버스 인터페이스 | 코어 구성1                  | 클럭 속도   | 클럭 속도      | 클럭 속도    | 필레이트    | 필레이트      | 메모리          | 메모리         | 메모리     | 메모리           | API 지원 (버전) | API 지원 (버전) | API 지원 (버전) | API 지원 (버전) | 처리 능력2 (GFLOPS) | TDP (와트) | 비고                     |
| 모델            | 출시            | 암호명      | 제조 (nm) | 버스 인터페이스 | 코어 구성1                  | 코어 (MHz)  | 셰이더 (MHz)   | 메모리 (MHz) | 픽셀 (GP/s) | 텍스처 (GT/s) | 크기 (MiB)      | 대역폭 (GB/s)  | 버스 유형  | 버스 너비 (비트) | DirectX         | OpenGL          | OpenCL          | Vulkan          | 처리 능력2 (GFLOPS) | TDP (와트) | 비고                     |
| --------------- | --------------- | ----------- | --------- | --------------- | --------------------------- | ----------- | -------------- | ------------ | ----------- | ------------- | --------------- | -------------- | ---------- | ---------------- | --------------- | --------------- | --------------- | --------------- | ------------------- | ---------- | ------------------------ |
| 지포스 GT 520M  | 2011년 1월 5일  | GF119       | 40        | PCIe 2.0 x16    | 48:8:4                      | 740         | 1480           | 1600         | 2.96        | 5.92          | 1024            | 12.8           | DDR3       | 64               | 12.0 (11_0)     | 4.6             | 1.1             | 빈칸            | 142.08              | 12         |                          |
| 지포스 GT 520M  |                 | GF108       | 40        | PCIe 2.0 x16    | 96:16:4                     | 515         | 1030           | 1600         | 2.06        | 8.24          | 1024            | 12.8           | DDR3       | 64               | 12.0 (11_0)     | 4.6             | 1.1             | 빈칸            | 197.76              | 20         | 레노버 노트북에서 발견됨 |
| 지포스 GT 520MX | 2011년 5월 30일 | GF119       | 40        | PCIe 2.0 x16    | 48:8:4                      | 900         | 1800           | 1800         | 3.6         | 7.2           | 1024            | 14.4           | DDR3       | 64               | 12.0 (11_0)     | 4.6             | 1.1             | 빈칸            | 172.8               | 20         |                          |
| 지포스 GT 525M  | 2011년 1월 5일  | GF108       | 40        | PCIe 2.0 x16    | 96:16:4                     | 600         | 1200           | 1800         | 2.4         | 9.6           | 1024            | 28.8           | DDR3       | 128              | 12.0 (11_0)     | 4.6             | 1.1             | 빈칸            | 230.4               | 20-23      |                          |
| 지포스 GT 540M  | 2011년 1월 5일  | GF108       | 40        | PCIe 2.0 x16    | 96:16:4                     | 672         | 1344           | 1800         | 2.688       | 10.752        | 1024            | 28.8           | DDR3       | 128              | 12.0 (11_0)     | 4.6             | 1.1             | 빈칸            | 258.048             | 32-35      |                          |
| 지포스 GT 550M  | 2011년 1월 5일  | GF108       | 40        | PCIe 2.0 x16    | 96:16:4                     | 740         | 1480           | 1800         | 2.96        | 11.84         | 1024            | 28.8           | DDR3       | 128              | 12.0 (11_0)     | 4.6             | 1.1             | 빈칸            | 284.16              | 32-35      |                          |
| 지포스 GT 555M  | 2011년 1월 5일  | GF106 GF108 | 40        | PCIe 2.0 x16    | 144:24:24 144:24:16 96:16:4 | 590 650 753 | 1180 1300 1506 | 1800 3138    | 14.6 10.4 3 | 14.6 15.6 12  | 1536 2048 1024  | 43.2 28.8 50.2 | DDR3 GDDR5 | 192 128          | 12.0 (11_0)     | 4.6             | 1.1             | 빈칸            | 339.84 374.4 289.15 | 30-35      |                          |
| 지포스 GTX 560M | 2011년 5월 30일 | GF116       | 40        | PCIe 2.0 x16    | 192:32:16 192:32:24         | 775         | 1550           | 2500         | 18.6        | 24.8          | 2048 1536, 3072 | 40.0 60.0      | GDDR5      | 128 192          | 12.0 (11_0)     | 4.6             | 1.1             | 빈칸            | 595.2               | 75         |                          |
| 지포스 GTX 570M | 2011년 6월 28일 | GF114       | 40        | PCIe 2.0 x16    | 336:56:24                   | 575         | 1150           | 3000         | 13.8        | 32.2          | 1536            | 72.0           | GDDR5      | 192              | 12.0 (11_0)     | 4.6             | 1.1             | 빈칸            | 772.8               | 75         |                          |
| 지포스 GTX 580M | 2011년 6월 28일 | GF114       | 40        | PCIe 2.0 x16    | 384:64:32                   | 620         | 1240           | 3000         | 19.8        | 39.7          | 2048            | 96.0           | GDDR5      | 256              | 12.0 (11_0)     | 4.6             | 1.1             | 빈칸            | 952.3               | 100        |                          |

## 칩셋 표

### 지포스 500 (5xx) 시리즈
| 모델                       | 출시             | 암호명          | 제조 (nm)  | 트랜지스터 (백만 개) | 다이 크기 (mm2) | 버스 인터페이스              | SM 개수 | 코어 구성    | 클럭 속도  | 클럭 속도    | 클럭 속도    | 필레이트    | 필레이트      | 메모리 구성  | 메모리 구성    | 메모리 구성 | 메모리 구성      | 지원 API 버전 | 지원 API 버전 | 지원 API 버전 | 지원 API 버전 | 처리 능력 (GFLOPS) | 처리 능력 (GFLOPS) | TDP (와트) | 출시 가격 (USD) |
| 모델                       | 출시             | 암호명          | 제조 (nm)  | 트랜지스터 (백만 개) | 다이 크기 (mm2) | 버스 인터페이스              | SM 개수 | 코어 구성    | 코어 (MHz) | 셰이더 (MHz) | 메모리 (MHz) | 픽셀 (GP/s) | 텍스처 (GT/s) | 크기 (MB)    | 대역폭 (GB/s)  | DRAM 유형   | 버스 너비 (비트) | Vulkan        | Direct3D      | OpenGL        | OpenCL8       | 단정밀도           | 배정밀도           | TDP (와트) | 출시 가격 (USD) |
| -------------------------- | ---------------- | --------------- | ---------- | -------------------- | --------------- | ---------------------------- | ------- | ------------ | ---------- | ------------ | ------------ | ----------- | ------------- | ------------ | -------------- | ----------- | ---------------- | ------------- | ------------- | ------------- | ------------- | ------------------ | ------------------ | ---------- | --------------- |
| 지포스 510                 | 2011년 9월 29일  | GF119           | TSMC 40 nm | 292                  | 79              | PCIe 2.0 x16                 | 1       | 48:8:4       | 523        | 1046         | 1800         | 2.1         | 4.5           | 1024 2048    | 14.4           | DDR3        | 64               | n/a           | 12 (11_0)     | 4.6           | 1.1           | 100.4              | 알 수 없음         | 25         | OEM             |
| 지포스 GT 520              | 2011년 4월 12일  | GF119           | TSMC 40 nm | 292                  | 79              | PCIe 2.0 x16 PCIe 2.0 x1 PCI | 1       | 48:8:4       | 810        | 1620         | 1800         | 3.25        | 6.5           | 1024 2048    | 14.4           | DDR3        | 64               | n/a           | 12 (11_0)     | 4.6           | 1.1           | 155.5              | 알 수 없음         | 29         | 59              |
| 지포스 GT 530              | 2011년 5월 14일  | GF108-220       | TSMC 40 nm | 585                  | 116             | PCIe 2.0 x16                 | 2       | 96:16:4      | 700        | 1400         | 1800         | 2.8         | 11.2          | 1024 2048    | 28.8           | DDR3        | 128              | n/a           | 12 (11_0)     | 4.6           | 1.1           | 268.8              | 22.40              | 50         | OEM             |
| 지포스 GT 545              | 2011년 5월 14일  | GF116           | TSMC 40 nm | ~1170                | ~238            | PCIe 2.0 x16                 | 3       | 144:24:16    | 720        | 1440         | 1800         | 11.52       | 17.28         | 1536 3072    | 43             | DDR3        | 192              | n/a           | 12 (11_0)     | 4.6           | 1.1           | 415.07             | 알 수 없음         | 70         | 149             |
| 지포스 GT 545              | 2011년 5월 14일  | GF116           | TSMC 40 nm | ~1170                | ~238            | PCIe 2.0 x16                 | 3       | 144:24:16    | 870        | 1740         | 3996         | 13.92       | 20.88         | 1024         | 64             | GDDR5       | 128              | n/a           | 12 (11_0)     | 4.6           | 1.1           | 501.12             | 알 수 없음         | 105        | OEM             |
| 지포스 GTX 550 Ti          | 2011년 3월 15일  | GF116-400       | TSMC 40 nm | ~1170                | ~238            | PCIe 2.0 x16                 | 4       | 192:32:24    | 900        | 1800         | 4104         | 21.6        | 28.8          | 768+256 1536 | 65.7+32.8 98.5 | GDDR5       | 128+64 192       | n/a           | 12 (11_0)     | 4.6           | 1.1           | 691.2              | 알 수 없음         | 116        | 149             |
| 지포스 GTX 555             | 2011년 5월 14일  | GF114           | TSMC 40 nm | 1950                 | 332             | PCIe 2.0 x16                 | 6       | 288:48:24    | 736        | 1472         | 3828         | 17.6        | 35.3          | 1024         | 91.9           | GDDR5       | 128+64           | n/a           | 12 (11_0)     | 4.6           | 1.1           | 847.9              | 알 수 없음         | 150        | OEM             |
| 지포스 GTX 560 SE          | 2012년 2월 20일  | GF114-200-KB-A1 | TSMC 40 nm | 1950                 | 332             | PCIe 2.0 x16                 | 6       | 288:48:24    | 736        | 1472         | 3828         | 17.6        | 35.3          | 1024         | 91.9           | GDDR5       | 128+64           | n/a           | 12 (11_0)     | 4.6           | 1.1           | 847.9              | 알 수 없음         | 150        | OEM             |
| 지포스 GTX 560             | 2011년 5월 17일  | GF114-325-A1    | TSMC 40 nm | 1950                 | 332             | PCIe 2.0 x16                 | 7       | 336:56:32    | 810        | 1620         | 4008         | 25.92       | 45.36         | 1024 2048    | 128.1          | GDDR5       | 256              | n/a           | 12 (11_0)     | 4.6           | 1.1           | 1088.6             | 알 수 없음         | 150        | 199             |
| 지포스 GTX 560 Ti          | 2011년 1월 25일  | GF114-400-A1    | TSMC 40 nm | 1950                 | 332             | PCIe 2.0 x16                 | 8       | 384:64:32    | 822        | 1645         | 4008         | 26.3        | 52.61         | 1024 2048    | 128.26         | GDDR5       | 256              | n/a           | 12 (11_0)     | 4.6           | 1.1           | 1263.4             | 110                | 170        | 249             |
| 지포스 GTX 560 Ti          | 2011년 5월 30일  | GF110           | TSMC 40 nm | 3000                 | 520             | PCIe 2.0 x16                 | 11      | 352:44:40    | 732        | 1464         | 3800         | 29.28       | 32.21         | 1280 2560    | 152            | GDDR5       | 320              | n/a           | 12 (11_0)     | 4.6           | 1.1           | 1030.7             | 128.83             | 210        | OEM             |
| 지포스 GTX 560 Ti 448 코어 | 2011년 11월 29일 | GF110-270-A1    | TSMC 40 nm | 3000                 | 520             | PCIe 2.0 x16                 | 14      | 448:56:40    | 732        | 1464         | 3800         | 29.28       | 40.99         | 1280         | 152            | GDDR5       | 320              | n/a           | 12 (11_0)     | 4.6           | 1.1           | 1311.7             | 163.97             | 210        | 289             |
| 지포스 GTX 570             | 2010년 12월 7일  | GF110-275-A1    | TSMC 40 nm | 3000                 | 520             | PCIe 2.0 x16                 | 15      | 480:60:40    | 732        | 1464         | 3800         | 29.28       | 43.92         | 1280 2560    | 152            | GDDR5       | 320              | n/a           | 12 (11_0)     | 4.6           | 1.1           | 1405.4             | 175.68             | 219        | 349             |
| 지포스 GTX 580             | 2010년 11월 9일  | GF110-375-A1    | TSMC 40 nm | 3000                 | 520             | PCIe 2.0 x16                 | 16      | 512:64:48    | 772        | 1544         | 4008         | 37.05       | 49.41         | 1536 3072    | 192.384        | GDDR5       | 384              | n/a           | 12 (11_0)     | 4.6           | 1.1           | 1581.1             | 197.63             | 244        | 499             |
| 지포스 GTX 590             | 2011년 3월 24일  | 2x GF110-351-A1 | TSMC 40 nm | 2x 3000              | 2x 520          | PCIe 2.0 x16                 | 2x16    | 2x 512:64:48 | 607        | 1215         | 3414         | 2x29.14     | 2x38.85       | 2x 1536      | 2x163.87       | GDDR5       | 2x384            | n/a           | 12 (11_0)     | 4.6           | 1.1           | 2488.3             | 311.04             | 365        | 699             |
| 모델                       | 출시             | 암호명          | 제조 (nm)  | 트랜지스터 (백만 개) | 다이 크기 (mm2) | 버스 인터페이스              | SM 개수 | 코어 구성    | 클럭 속도  | 클럭 속도    | 클럭 속도    | 필레이트    | 필레이트      | 메모리 구성  | 메모리 구성    | 메모리 구성 | 메모리 구성      | 지원 API 버전 | 지원 API 버전 | 지원 API 버전 | 지원 API 버전 | 처리 능력 (GFLOPS) | 처리 능력 (GFLOPS) | TDP (와트) | 출시 가격 (USD) |
| 모델                       | 출시             | 암호명          | 제조 (nm)  | 트랜지스터 (백만 개) | 다이 크기 (mm2) | 버스 인터페이스              | SM 개수 | 코어 구성    | 코어 (MHz) | 셰이더 (MHz) | 메모리 (MHz) | 픽셀 (GP/s) | 텍스처 (GT/s) | 크기 (MB)    | 대역폭 (GB/s)  | DRAM 유형   | 버스 너비 (비트) | Vulkan        | Direct3D      | OpenGL        | OpenCL8       | 단정밀도           | 배정밀도           | TDP (와트) | 출시 가격 (USD) |

1. 1 2  통합 셰이더: 텍스처 매핑 유닛: 렌더 출력 장치
2. 1 2  GF110의 각 SM은 각 텍스처 주소 유닛당 4개의 텍스처 필터링 유닛을 포함한다. 완전한 GF110 다이는 64개의 텍스처 주소 유닛과 256개의 텍스처 필터링 유닛을 포함한다.[7] GF114/116/118 아키텍처의 각 SM은 각 텍스처 주소 유닛당 8개의 텍스처 필터링 유닛을 포함하지만, 주소 지정 및 필터링 유닛을 모두 두 배로 늘렸다.
3. 1 2  처리 능력 계산은 페르미 (마이크로아키텍처)#성능을 참조한다.
4. 1 2 3 4 5  이전 세대와 유사하게 GTX 580 및 아마도 미래의 GTX 570틀:Update inline은 GF100에 비해 개선된 점을 반영하지만, 여전히 TDP 등급이 낮고 전력 소비량은 높다. 예를 들어, GTX 580 (TDP 243W)은 GTX 480 (TDP 250W)보다 전력 소모량이 약간 적다. 이는 카드 TDP를 초과할 수 있는 전력 소모가 많은 전용 애플리케이션이 식별되면 드라이버를 통해 클럭 스로틀링으로 관리된다. 애플리케이션 이름을 변경하면 스로틀링이 비활성화되고 전체 전력 소비가 가능하며, 일부 경우 GTX 480과 비슷할 수 있다.[8]
5. 1 2  192비트 버스의 1024MB RAM은 4 x (128MB) + 2 x (256MB)로 구성된다.
6. 1 2 3  내부적으로는 GF104B로 불린다.[12]
7. 1 2 3 4  내부적으로는 GF100B로 불린다.[12]
8. ↑  일부 회사는 3GB RAM을 탑재한 GTX 580을 출시할 것이라고 발표했다.[14]

## 지원 중단
엔비디아는 Release 390 드라이버 이후로 32비트 운영 체제용 32비트 드라이버를 더 이상 출시하지 않을 것이라고 발표했다.
엔비디아는 2018년 4월, 페르미가 레거시 드라이버 지원 상태로 전환되어 2019년 1월까지 유지될 것이라고 발표했다.

## 위조품 사용
이 세대의 카드, 특히 길이가 짧은 550 Ti 모델은 위조품 판매자들이 자주 사용하는 카드이다. 이들은 카드를 가져가 불법적으로 펌웨어를 수정하여 GTX 1060 및 1050 Ti 모델과 같은 더 현대적인 카드로 보고되도록 만든다. 이 카드들은 사기꾼들에 의해 이베이, 타오바오, 알리익스프레스 및 Wish.com을 통해 판매된다. 이러한 카드들은 첫눈에 합법적으로 보이도록 최소한의 기능을 가질 수 있지만, 가짜 BIOS, 제조 및 소프트웨어 문제로 인해 발생하는 결함은 거의 항상 최신 게임 및 애플리케이션에서 충돌을 일으키며, 그렇지 않더라도 성능은 여전히 극도로 낮다.

## 같이 보기
- 지포스 200 시리즈
- 지포스 400 시리즈
- 지포스 600 시리즈
- 지포스 700 시리즈
- 지포스 800M 시리즈
- 지포스 900 시리즈
- 지포스 10 시리즈
- 엔비디아 테슬라